# Vergeßt Mozart
Pour plus de détails, voir Fiche technique et Distribution.
Vergeßt Mozart est un film germano-tchécoslovaque réalisé par Miloslav Luther en 1985 et mettant en vedette Armin Mueller-Stahl, Max Tidof et Wolfgang Preiss.

## Synopsis
Après la mort de Wolfgang Amadeus Mozart, plusieurs personnes qui l'ont connu se réunissent afin d'établir la cause de sa mort.

## Fiche technique
- Titre : Vergeßt Mozart
- Réalisation : Miloslav Luther
- Scénario : Zdeněk Mahler
- Musique : Peter Breiner
- Photographie : Dodo Simoncic
- Montage : Alfréd Bencic et Peter Przygodda
- Production : Karel Dirka
- Société de production : Ceskoslovenská Televízia Bratislava, OKO-Film et Slovenská filmová tvorba Koliba
- Pays :  Allemagne de l'Ouest et  Tchécoslovaquie
- Genre : Thriller
- Durée : 92 minutes
- Dates de sortie : 
  -  Allemagne de l'Ouest : 12 septembre 1985

## Distribution
- Armin Mueller-Stahl : Graf Pergen
- Max Tidof : Wolfgang Amadeus Mozart
- Wolfgang Preiss : Baron Gottfried van Swieten
- Catarina Raacke : Constance Mozart
- Uwe Ochsenknecht : Emanuel Schikaneder
- Winfried Glatzeder : Antonio Salieri
- Kurt Weinzierl : le médecin
- Jan Biczycki : Diener
- Katja Flint : Magdalena Demel
- Andrej Hryc : Franz Demel
- Ladislav Chudík : Joseph Haydn
- Zdenek Hradilák : Joseph II
- Juraj Hrubant : Figaro
- Ondrej Malachovský : Sarastro
- Lubomír Kostelka : Thorwald
- Naďa Hejná : la grand-mère de Salieri

## Distinctions
Le film a été présenté en sélection officielle en compétition lors de la Mostra de Venise 1985 et au Festival international du film de Chicago 1985.